# L'Ange déchu (Cabanel)
Pour les articles homonymes, voir L'Ange déchu.
L'Ange déchu est une peinture à l'huile sur toile réalisée en 1847 par Alexandre Cabanel à l'âge de 24 ans et conservée au Musée Fabre de Montpellier en France depuis 1889 par le don de son frère Barthélémy Cabanel.

## Contexte
En 1845, alors qu'il se forme à l'École nationale des beaux arts, Alexandre Cabanel remporte le second Grand prix de Rome, ce qui lui permet de partir quelques années en Italie. Comme tous les autres pensionnaires, il doit envoyer régulièrement des tableaux témoignant des progrès qu'il fait au cours de son séjour romain. C'est dans ce cadre qu'il peint L'Ange déchu en 1847. Alexandre Cabanel opte pour un sujet alors peu représenté dans l'Histoire de la peinture française : la chute du paradis de l'Ange déchu. 

## Description
Dépeignant un ange expulsé du ciel par Dieu, la toile représente Lucifer attristé avec les mains croisées et des larmes coulant de ses yeux. Il est étendu sur le sol, tandis que des anges volent dans le ciel au dessus de lui à la gloire de Dieu.  

## Analyse
Œuvre romantique, la figure du Mal y est peinte comme un héros grec au corps parfait et au regard très expressif, mêlant rage et défiance envers celui qui l'a banni. Ses ailes s'assombrissent aux extrémités, comme pourrissant avant de tomber. On peut comparer le personnage du tableau à Satan qui était un ange fidèle mais qui fut chassé après s’être rebellé par orgueil contre son Créateur. À la suite de cet événement, certains ont commencé à l'appeler Le Roi des Enfers.

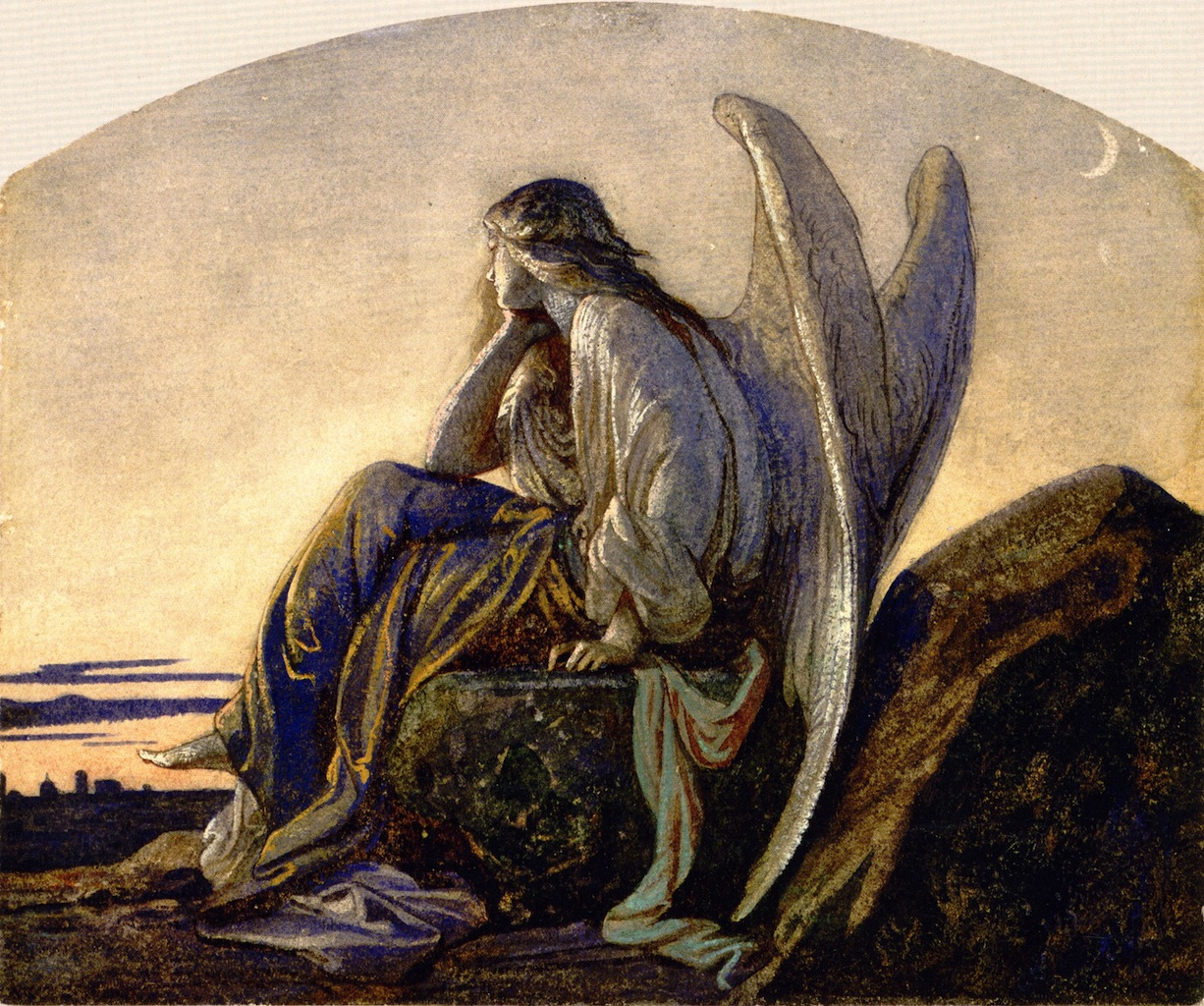
L'Ange du soir, Alexandre Cabanel, 1848, musée Fabre à Montpellier

À Rome, Alexandre Cabanel médite longuement sur le thème de l'ange déchu. Il exécute notamment à la gouache L'Ange du soir, considéré comme un pendant apaisé du tableau. Désormais, l'ange est vêtu d'un large drapé et ne présente plus de signe de colère.